# 2 Crónicas 32
2 Crónicas 32 es el trigesimosegundo capítulo del Segundo Libro de las Crónicas en el Antiguo Testamento de la  Biblia cristiana o de la segunda parte de los Libros de las Crónicas en la Biblia hebrea. El libro está compilado a partir de fuentes más antiguas por una persona o grupo desconocido, designado por los estudiosos modernos como «el Cronista», y su forma final se estableció a finales del siglo V o IV a. C. Este capítulo pertenece a la sección que se centra en el reino de Judá hasta su destrucción por los babilonios bajo Nabucodonosor II y el comienzo de la restauración bajo Ciro el Grande de Persia (2 Crónicas 10 a 36). El tema central de este capítulo es el reinado de Ezequías, rey de Judá.

## Texto
Este capítulo fue escrito originalmente en el idioma hebreo y está dividido en 33 versículos.

### Testigos textuales
Algunos manuscritos antiguos que contienen el texto de este capítulo en hebreo bíblico son del Texto masorético, que incluye el Códice de Alepo (siglo X) y el Códice de Leningrado (1008).
También existe una traducción al griego koiné conocida como la Septuaginta, realizada en los últimos siglos a. C. Entre los manuscritos antiguos existentes de la versión de la Septuaginta se encuentran el Códice Vaticano (B; {\displaystyle \ ara{G}}B; siglo IV) y el Códice Alejandrino (A; {\displaystyle \ ara{G}}A; siglo V).

### Versículo 5

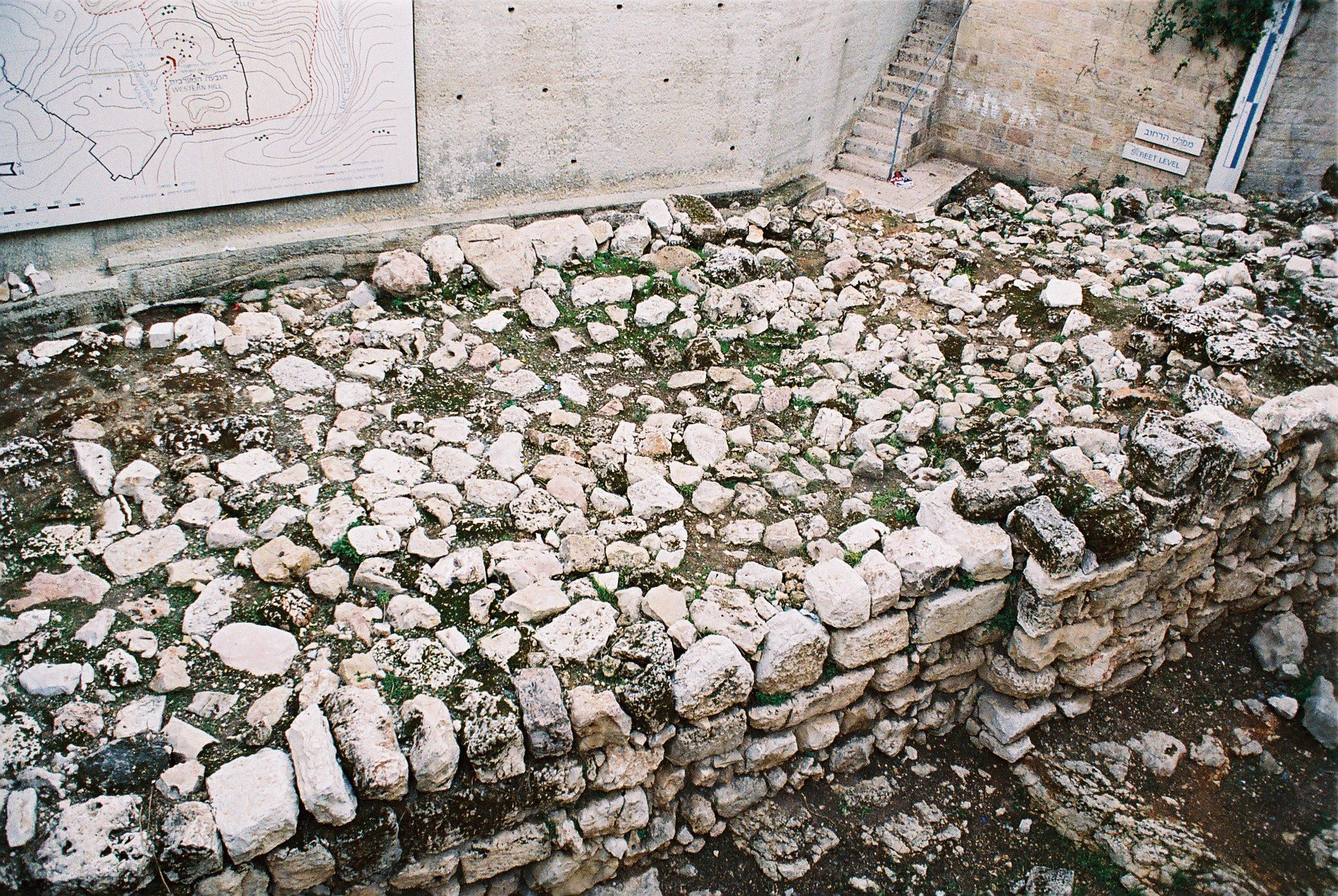
Restos de la amplia muralla construida durante los días de Ezequías contra el asedio de Senaquerib. Excavada en la antigua ciudad de Jerusalén, Israel.

### Versículo 21

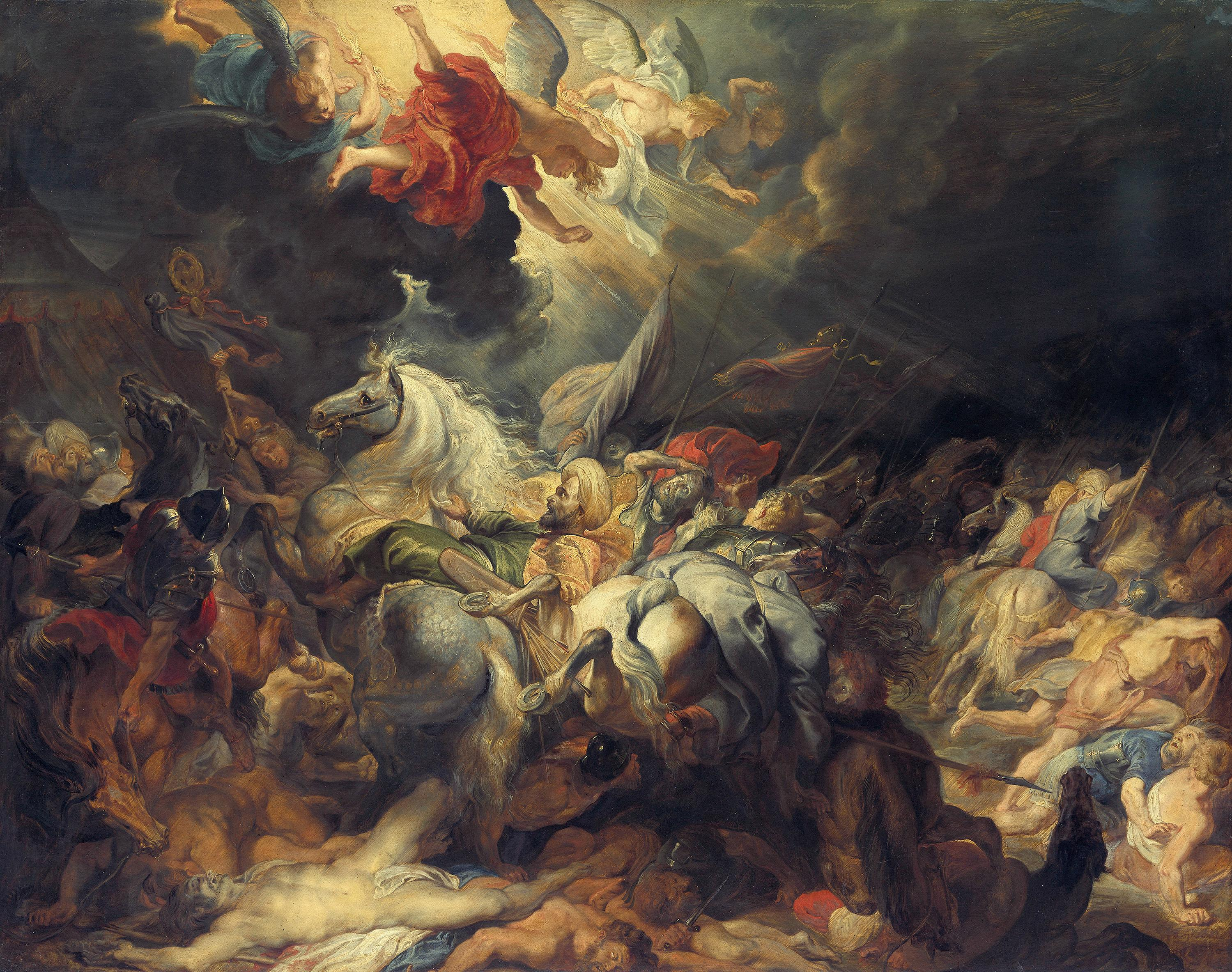
La derrota de Senaquerib, óleo sobre tabla de Peter Paul Rubens, siglo XVII

### Versículo 30

Bosquejo del túnel de 1884, por Charles Warren y Claude Reignier Conder, que muestra el túnel de Siloé, así como el pozo de Warren, la piscina de Siloé y la fuente de la Virgen.

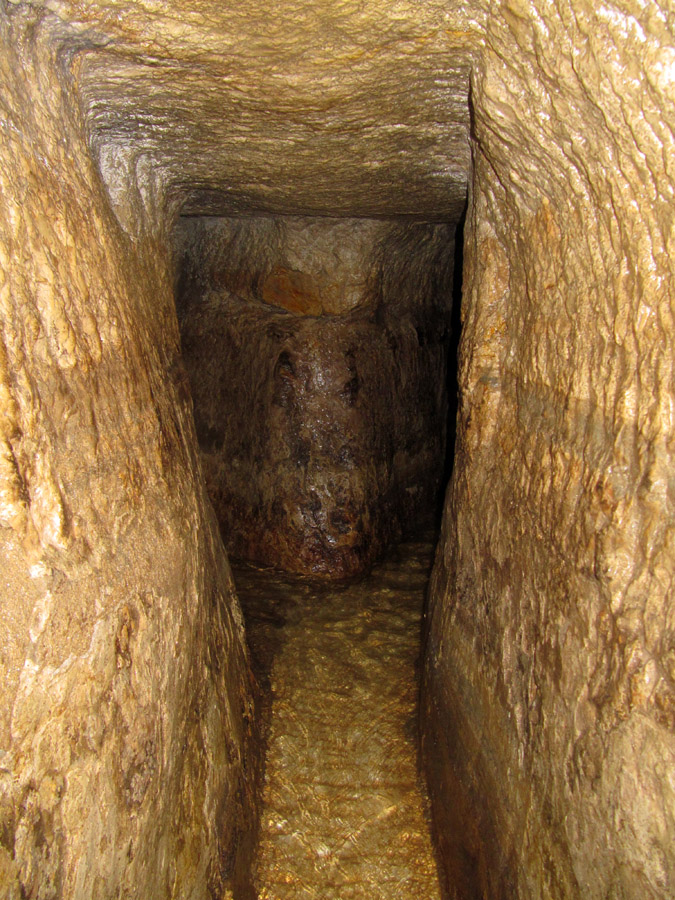
Túnel de Siloé en 2010

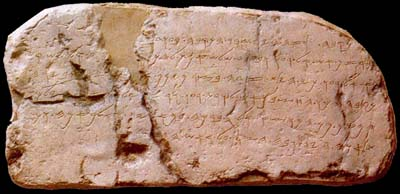
Inscripción de Siloé

### Ezequías

Bulla estampada sellada por un sirviente del rey Ezequías, Redondo Beach.

### Senaquerib

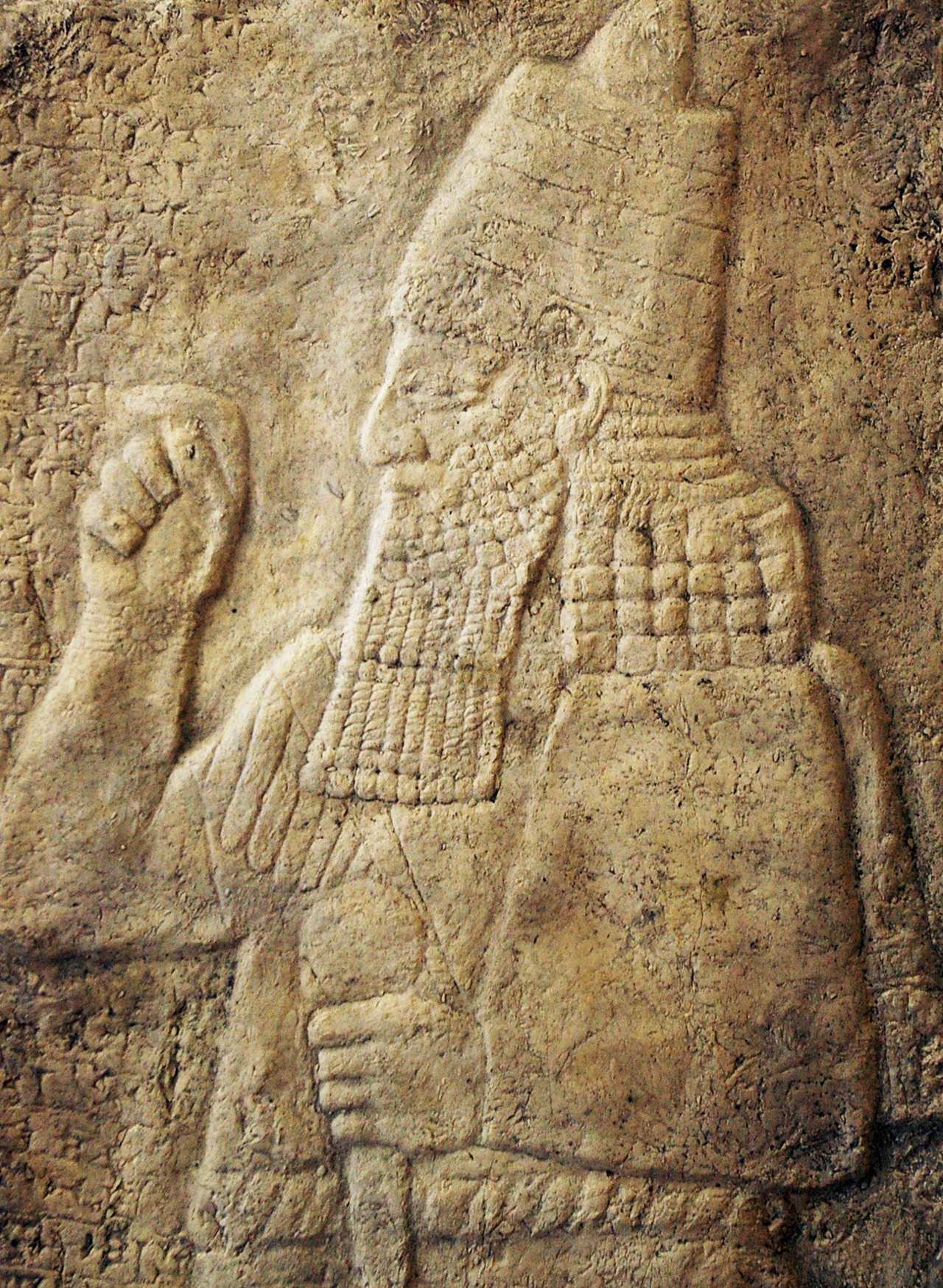
Reproducción de un relieve en roca de Senaquerib de los pies del monte Judi, cerca de Cizre.